# (4221) Picasso
(4221) Picasso ist ein Asteroid des Hauptgürtels, der am 13. März 1988 vom US-amerikanischen Amateurastronomen Jeff T. Alu am Palomar-Observatorium (IAU-Code 675) entdeckt wurde.
Der Asteroid wurde am 11. März 1990 nach dem spanischen Maler, Grafiker und Bildhauer Pablo Picasso benannt, der als einer der bedeutendsten Künstler des 20. Jahrhunderts gilt.